# Miesionkowszczyzna
Miesionkowszczyzna, Misimkowszczyzna (biał. Мясёнкаўшчына, Miasionkauszczyna; ros. Месёнковщина, Miesionkowszczina) – wieś na Białorusi, w obwodzie mińskim, w rejonie stołpeckim, w sielsowiecie Mikołajewszczyzna.
Współcześnie miejscowość składa się z dawnych zaścianków Miesionkowszczyzna (Misimkowszczyzna) i Jenczykowszczyzna oraz wsi Hałaburdowszczyzna (Haraburdowszczyzna; biał. Гарабурдаўшчызна, Haraburdauszczyzna; ros. Гарабурдовщизна, Garaburdowszczizna).

## Historia
W XIX i w początkach XX w. położone były w Rosji, w guberni mińskiej, w powiecie mińskim, w gminie Świerżeń.
W dwudziestoleciu międzywojennym wszystkie te miejscowości leżały w Polsce, w województwie nowogródzkim, w powiecie stołpeckim, w gminie Świerżeń. Demografia w 1921 przedstawiała się następująco:
|                                                 | Liczba mieszkańców | Budynki | Narodowość  | Narodowość        | Wyznanie    | Wyznanie |
| Polacy                                          | Liczba mieszkańców | Budynki | Białorusini | rzymskokatolickie | prawosławne |          |
| ----------------------------------------------- | ------------------ | ------- | ----------- | ----------------- | ----------- | -------- |
| zaścianek Misimkowszczyzna (Miesionkowszczyzna) | 101                | 19      | 101         | –                 | 96          | 5        |
| folwark Hałaburdowszczyzna                      | 21                 | 2       | 21          | –                 | 20          | 1        |
| wieś Hałaburdowszczyzna                         | 47                 | 6       | 28          | 19                | 1           | 46       |
| zaścianek Jenczykowszczyzna                     | 52                 | 10      | 52          | –                 | 49          | 3        |

Po II wojnie światowej w granicach Związku Sowieckiego. Od 1991 w niepodległej Białorusi.